# 埃克奈斯

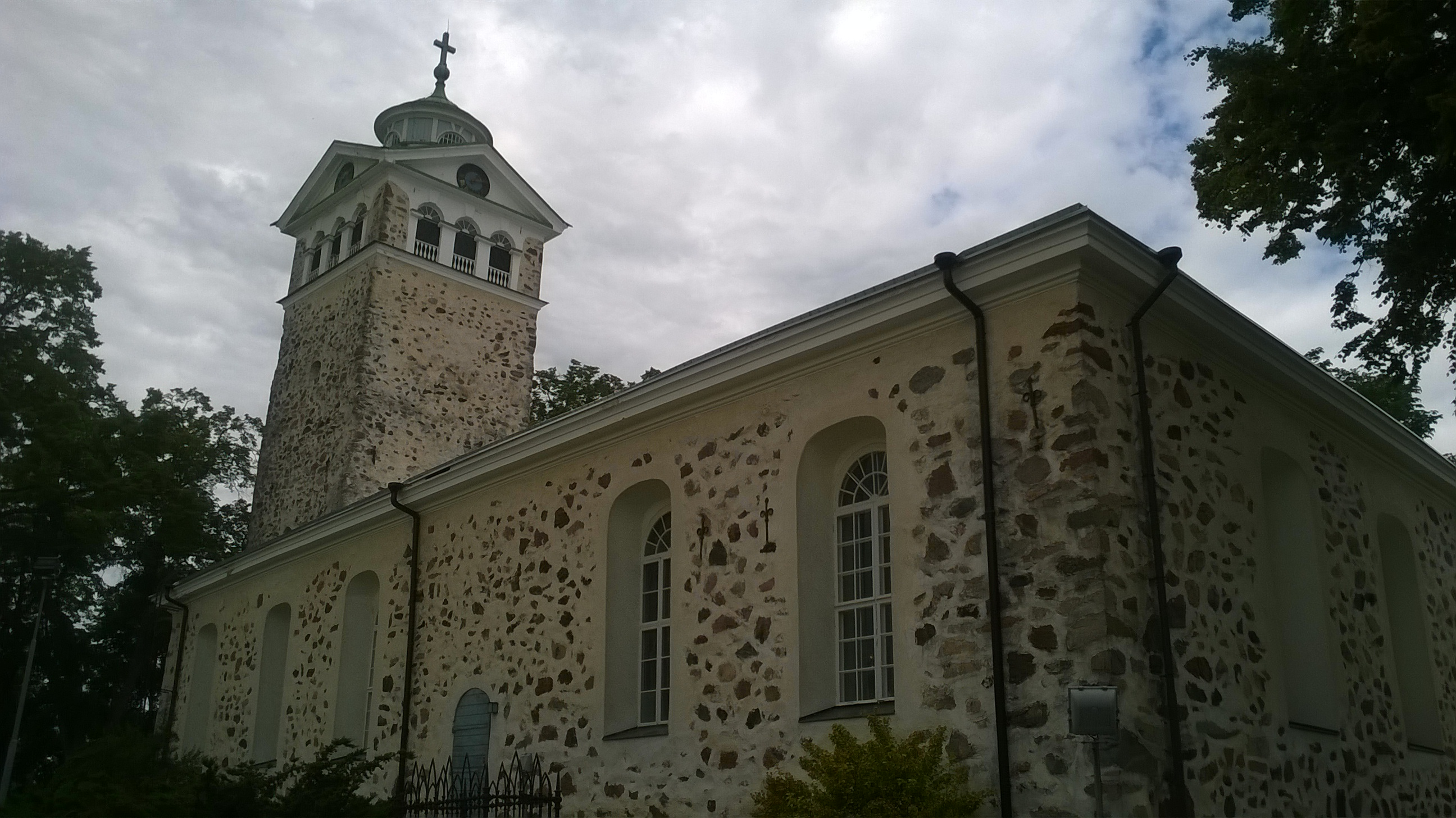
埃克奈斯教堂

埃克奈斯（瑞典語：Ekenäs），或按芬兰语名译为坦米萨里，是芬蘭新地區一个已废置的市鎮，位於該國南部，距離首都赫爾辛基90公里，面積1,873.38平方公里，2008年人口14,754，其中約81%居民的母語是瑞典語。
2009年埃克奈斯和卡里斯及波赫亚合并成立为拉塞博里市。